# Belmore, Noul Wales de Sud
Belmore este o suburbie în Sydney, Australia.